# Neostroblia deficiens
Neostroblia deficiens är en stekelart som först beskrevs av Morley 1933.  Neostroblia deficiens ingår i släktet Neostroblia och familjen brokparasitsteklar. Inga underarter finns listade i Catalogue of Life.